# Waveform Records
Waveform Records este o casă de discuri din S.U.A., fondată în 1994, specializată pe  "genul senzual și stimulant al muzicii chill și ambient" pe care label-ul îl numește "electronică exotică".
Probabil sunt cel mai bine cunoscuți pentru seria compilațiilor larg cunoscute și influente de ambient dub de la mijlocul anilor 1990 ("One A.D.", "Two A.D.", "Three A.D.", "Four A.D.") ce au fost definitorii pentru gen.

## Artiști Notabili
- Sounds from the Ground
- Loop Guru
- Bluetech
- Tuu
- Liquid Zen
- Higher Intelligence Agency
- A Positive Life